# Yonekura Masayoshi
Yonekura Masayoshi est un nom japonais traditionnel ; le nom de famille (ou le nom d'école), Yonekura, précède donc le prénom (ou le nom d'artiste).
Yonekura Masayoshi (米倉昌由, 8 décembre 1777-8 février 1817) est le 5e daimyō du domaine de Mutsuura du sud de la province de Musashi, dans le Honshū au Japon (aujourd'hui l'arrondissement de Kanazawa-ku à Yokohama, préfecture de Kanagawa) et le 9e chef du clan Yonekura. Son titre de courtoisie est Tango-no-kami.

## Biographie
Yonekura Masayoshi, deuxième fils d'un hatamoto du clan Yonekura aux revenus de 3 000 koku, épouse une fille de Yonekura Masakata, 4e daimyō du domaine de Mutsuura. En 1798, à la mort de Masakata, il est choisi comme héritier et confirmé à ce poste en audience par le shogun Tokugawa Ienari en septembre de la même année. En tant que daimyō, il est affecté à plusieurs postes de cérémonie comme garde de diverses portes au château d'Edo. Cependant, le 15 juin 1803, il se retire en raison de son état de santé et abandonne son titre et ses fonctions officielles à son fils adoptif, Yonekura Masanori.
En mai 1805, il prend la tonsure et décède le 8 février 1817. Sa tombe se trouve au Hase-dera situé dans l'arrondissement de Shibuya à Tokyo.
Masayoshi a une seule fille et meurt sans héritier mâle.

## Source de la traduction
- (en) Cet article est partiellement ou en totalité issu de l’article de Wikipédia en anglais intitulé « Yonekura Masayoshi » (voir la liste des auteurs).